# Wakapsir
Wakapsir is een bestuurslaag in het regentschap Alor van de provincie Oost-Nusa Tenggara, Indonesië. Wakapsir telt 687 inwoners (volkstelling 2010).